# Sharifa Davronova
Sharifa Davranova (Samarcanda, 27 settembre 2006) è una triplista e lunghista uzbeka.

## Biografia
Nata a Samarcanda ha iniziato a praticare atletica leggera all'età di 10 anni. Nel 2022 ha vinto la gara di salto triplo ai campionati del mondo U20 a Cali, in Colombia, all'età di 15 anni.
Nel 2023 ha vinto i campionati asiatici indoor, ad Astana in Kazakistan, sempre nel salto triplo.

## Progressione

### Salto triplo
| Stagione | Misura  | Luogo    | Data      | Rank. Mond. |
| -------- | ------- | -------- | --------- | ----------- |
| 2023     | 14,09 m | Hangzhou | 4-10-2023 |             |
| 2022     | 14,04 m | Cali     | 6-8-2022  |             |
| 2021     | 13,28 m | Tashkent | 29-6-2021 |             |

### salto triplo indoor
| Stagione | Misura  | Luogo    | Data      | Rank. Mond. |
| -------- | ------- | -------- | --------- | ----------- |
| 2022/23  | 13,98 m | Astana   | 11-2-2023 |             |
| 2021/22  | 13,54 m | Chirchiq | 27-2-2022 |             |
| 2020/21  | 12,31 m | Urgench  | 19-2-2021 |             |

## Palmarès
| Anno | Manifestazione               | Sede        | Evento         | Risultato | Prestazione | Note                                                                             |
| ---- | ---------------------------- | ----------- | -------------- | --------- | ----------- | -------------------------------------------------------------------------------- |
| 2022 | Mondiali U20                 | Cali        | Salto triplo   | Oro       | 14,04 m     | Miglior prestazione personale · Miglior prestazione mondiale stagionale under 20 |
| 2022 | Asiatici U18                 | Kuwait City | Salto in lungo | Oro       | 6,06 m      | Miglior prestazione personale                                                    |
| 2022 | Asiatici U18                 | Kuwait City | Salto triplo   | Oro       | 13,23 m     |                                                                                  |
| 2023 | Asiatici indoor              | Astana      | Salto triplo   | Oro       | 13,98 m     | [ 2 ]                                                                            |
| 2023 | Asiatici U18                 | Tashkent    | Salto in lungo | Argento   | 6,22 m      | Miglior prestazione personale                                                    |
| 2023 | Asiatici U18                 | Tashkent    | Salto triplo   | Oro       | 13,99 m     | Record dei campionati · Miglior prestazione personale stagionale                 |
| 2023 | Mondiali                     | Budapest    | Salto triplo   | 24ª (q)   | 13,66 m     | [ 3 ]                                                                            |
| 2023 | Giochi asiatici              | Hangzhou    | Salto in lungo | 7ª        | 6,14 m      |                                                                                  |
| 2023 | Giochi asiatici              | Hangzhou    | Salto triplo   | Oro       | 14,09 m     |                                                                                  |
| 2024 | Giochi olimpici              | Parigi      | Salto triplo   | 23ª (q)   | 13,74 m     |                                                                                  |
| 2024 | Mondiali U20                 | Lima        | Salto triplo   | Oro       | 13,75 m     |                                                                                  |
| 2025 | Mondiali indoor              | Nanchino    | Salto triplo   | 12ª       | 13,44 m     |                                                                                  |
| 2025 | Giochi mondiali universitari | Reno-Ruhr   | Salto triplo   | Oro       | 14,33 m     | Miglior prestazione personale                                                    |

## Campionati nazionali
- 2 volte campionessa nazionale uzbeka dei 60 metri piani indoor (2021, 2022)
- 1 volta campionessa nazionale uzbeka del salto triplo (2020)
- 1 volta campionessa nazionale uzbeka del salto triplo indoor (2022)

2020
- Oro ai campionati uzbeki (Tashkent), salto triplo - 12,43 m

2021
- Oro ai campionati uzbeki indoor (Urgench), 60 m piani - 7"91
- Argento ai campionati uzbeki indoor (Urgench), salto triplo - 12,31 m
- 6ª ai campionati uzbeki (Tashkent), salto in lungo - 5,56 m
- Argento ai campionati uzbeki (Tashkent), salto triplo - 12,98 m

2022
- Oro ai campionati uzbeki indoor (Chirchiq), 60 m piani - 7"68
- Oro ai campionati uzbeki indoor (Chirchiq), salto triplo - 13,51 m

## Altre competizioni internazionali
2022
- Oro ai Giochi della solidarietà islamica ( Konya), salto triplo - 14,30 m
- Argento ai Campionati dell'Asia Centrale, ( Samarcanda), salto in lungo - 5,94 m
- Oro ai Campionati dell'Asia Centrale, ( Samarcanda), salto triplo - 13,81 m